# Xplosion
 (février 2021).
Xplosion est une émission de catch lancée par la fédération Impact! Wrestling le 27 novembre 2002. Tous les matchs présentés lors de cette émission sont des Webmatchs enregistrés en même temps qu'IMPACT!. Ce sont généralement des matchs de la X Division. Les matchs sont visibles sur le site internet officiel de la TNA et sur YouTube.

## Format et histoires

### 2002-2007

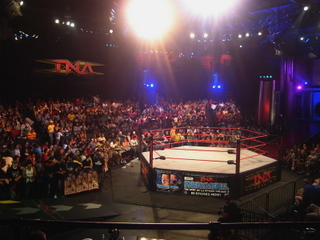
Ring hexagonal utilisé par la TNA Xplosion de 2002 à 2010.

Xplosion a été lancé le 27 novembre 2002, comme la TNA se montrait que le câble classique et aussi matchs exclusive des Superstars de la TNA.
Le 18 novembre 2004, le spectacle est devenu un spectacle récapitulatif de la semaine précédente de l'émission Impact! à la lumière des modifications dans le calendrier de tournage. Toutefois, Xplosion reprend la diffusion exclusive des matchs (présenté comme "Xplosion Xclusives") une fois de plus sur le 7 octobre 2005, ainsi ils ont repris les matchs d'Impact!. Le "Xplosion Xclusives" également diffusé sur le désormais cessé TNA Global Impact! se diffuse que sur internet.
Tous les matchs vus sur Xplosion sont enregistrés à l'avance avec Impact!. Correspondances normalement fonction lutteurs qui apparaissent rarement sur Impact!. Parfois, les lutteurs peuvent faire leurs débuts ou le retour sur Xplosion. Des titres peuvent être en jeu aussi.
En mai 2006, les animateurs de l'émission sont les annonceurs et journalistes en coulisse Jeremy Borash et SoCal Val. La diffusion de Xplosion aux États-Unis a cessé à la fin de 2006, bien que certains des matchs exclusive ne peuvent être vus que sur TNA today.

### 2008-2017
À partir de décembre au 22 mars 2008, "Xplosion Xclusive" est diffusé dans les Web matchs sur le site et la chaine YouTube de la TNA. Le spectacle a été remanié le 14 juin 2010, plusieurs enregistrements du 300e épisode de Xplosion, de plus en plus d'un programme original au lieu d'un spectacle mis en évidence, avec Jeremy Borash qui travaille en tant que responsable play-by-play et commentateur. Cela a été confirmé par Dixie Carter, qui a annoncé que Xplosion serait réaménagé pour fonction exclusive et de nouvelles correspondances avec les superstars de la TNA, ainsi que les mises à jour sur TNA tout, y compris la couverture de sa série phare Impact!. Outre les modifications de format, Xplosion a reçu un nouveau logo, graphisme et musique d'entrée réalisé par le groupe Taproot.

### 2017-2021
Début 2017, TNA a changé son nom pour Impact Wrestling; et pour refléter ce changement, le spectacle est progressivement devenu connu sous le nom de simplement Xplosion (au lieu de TNA Xplosion ) - le logo TNA apparaissant rarement dans les images archivées. 
Il a ensuite été renommé Impact Xplosion. Le 10 octobre 2017, Impact Wrestling a lancé son service de streaming, le Global Wrestling Network (maintenant Impact Plus ), avec Xplosion comme l'un de ses programmes. Cela a rendu le programme disponible aux États-Unis pour la première fois depuis 2006. Xplosion a été enregistré avec Impact et a été diffusé les mercredis à 19 h HE sur la chaîne Twitch d' Impact Wrestling , ainsi que simultanément téléchargé sur Impact Plus.
Le 26 mars, Impact Wrestling a décidé d'arrêté l'émission.

### 2024-...: Retour
Après, Impact Wrestling est revenu au nom de TNA à Hard To Kill, la nuit précédente, il a été révélé un jour plus tard que Xplosion reviendrait pour la première fois depuis 2021, et sous le nom de TNA Xplosion pour la première fois depuis 2017.

## Présidents de Xplosion
| Personne                     | Date                                 | Raison |
| ---------------------------- | ------------------------------------ | --- |
| Jeff Jarrett et Dixie Carter | 27 novembre 2002 au 31 décembre 2009 | C'est la plus longue période de présidence continue. |
| Hulk Hogan et Eric Bischoff  | 1er janvier 2010- 16 octobre 2011    | Dixie Carter et Jeff Jarrett ont confié tous leurs pouvoirs mais ils se sont fait trahir à Bound for Glory (2010) quand Hogan & Bischoff ont fait un Heel Turn. Ils ont empêché Dixie Carter de revenir à la TNA. |
| Dixie Carter                 | 16 octobre 2011 - 4 janvier 2017     | À Bound for Glory (2011), Hulk Hogan avait mis en jeu son poste de GM face à Sting, lorsque ce dernier a remporté le match. Dixie a récupéré tous ses pouvoirs.                                                   |
| Ed Nordholm                  | 4 janvier 2017 - 6 mars 2021         | Le 4 janvier 2017, Anthem Sports & Entertainment rachète la TNA et nomme Ed Nordholm président de la compagnie.                                                                                                   |

### Commentateurs
| Périodes                          | Commentateurs principaux | Commentateurs secondaires | Note |
| --------------------------------- | ------------------------ | ------------------------- | --- |
| 5 octobre 2002 - 13 août 2009     | Don West                 | Mike Tenay                | C'est la plus longue période de commentaires à la TNA Xplosion. |
| 20 août 2009 - 8 juin 2010        | Mike Tenay               | Taz                       | Tazz a pris la place de Don car celui-ci est devenu manager d'Amazing Red. |
| 14 juin 2010 - 28 février 2012    | Taz                      | Jeremy Borash             | Jeremy Borash remplace Mike Tenay pour qu'il puisse se consacrer qu'à TNA Impact! Eric Young a remplacé Borash le 10 novembre 2010.                                                                                            |
| 7 mars 2012 - 7 mai 2012          | Jeremy Borash            | Eric Bischoff             | Bischoff remplace Taz pour qu'il puisse se consacrer uniquement à Impact Wrestling. |
| 8 mai 2012 - 31 octobre 2012      | Jeremy Borash            | Pat Kenney                | Kenney remplace Bischoff pour que puisse se régler cette rivalité. Kenney quitte la TNA Xplosion. |
| 7 novembre 2012 - 5 juin 2013     | Jeremy Borash            | Todd Keneley              | Todd Keneley vient de Impact Wrestling. |
| 8 juin 2013 - 11 février 2015     | Jeremy Borash            | Mike Tenay                | Mike Tenay fait son retour au bout de trois ans d'absence à Xplosion. Gilbert Corsey a remplacé Tenay les 13 et 20 novembre 2013 et Rockstar Spud remplace Tenay le 25 décembre 2015 et également du 8 au 14 janvier[Quand ?]. |
| 18 février 2015 - 6 janvier 2018  | Jeremy Borash            | Josh Mathews              | Mike Tenay quitte son rôle de commentateur pour un autre rôle a la TNA. Du 16 au 23 septembre[Quand ?] Ethan Carter III a remplacé Josh Mathews.                                                                               |
| 6 janvier 2018 - 16 juin 2018     | Josh Mathews             | Sonjay Dutt               | |
| 23 juin 2018 - 25 avril 2020      | Josh Mathews             | Don Callis                | |
| 2 mai 2020 - 16 janvier 2021      | Josh Mathews             | Aucun                     | |
| 23 août 2020 - 29 août 2020       | Don Callis               | Matt Striker              | |
| 23 janvier 2021 - 12 février 2021 | Matt Striker             | Aucun                     | |

### Annonceurs de ring
| Période                          | Annonceur     |
| -------------------------------- | ------------- |
| 5 octobre 2002 - 4 juin 2005     | Jeremy Borash |
| 8 juin 2005 - 8 juin 2010        | David Penzer  |
| 15 juin 2010 - 22 août 2013      | SoCal Val     |
| 28 août 2013 - 12 mars 2016      | Christy Hemme |
| 19 mars 2016 - 28 mars 2016      | Jeremy Borash |
| 4 avril 2017 - 10 mai 2017       | Rockstar Spud |
| 17 mai 2017 - 4 novembre 2017 -  | David Penzer  |
| 11 novembre 2017 - 18 avril 2020 | Jeffrey Scott |
| 25 avril 2020 - 13 février 2021  | David Penzer  |

### Diffusion aux États-Unis
| Saison | jour   | Chaîne                           | Année     |
| ------ | ------ | -------------------------------- | --------- |
| 1      | Samedi | Sun Sports                       | 2002–2003 |
| 2      | Samedi | Sun Sports                       | 2003–2004 |
| 3      | Samedi | Sun Sports                       | 2004–2005 |
| 4      | Samedi | Sun Sports                       | 2005–2006 |
| 5      | Samedi | TNA.com                          | 2006–2007 |
| 6      | Samedi | TNA.com                          | 2007–2008 |
| 7      | Samedi | TNA.com                          | 2008–2009 |
| 8      | Samedi | TNA.com                          | 2009–2010 |
| 9      | Samedi | Challenge Extreme Sports Channel | 2010–2011 |
| 10     | Samedi | Challenge Extreme Sports Channel | 2011–2012 |
| 11     | Samedi | Challenge Extreme Sports Channel | 2012–2013 |
| 12     | Samedi | Challenge Extreme Sports Channel | 2013–2014 |